# Canton de Cruzini-Cinarca
Le canton de Cruzini-Cinarca est une ancienne division administrative française, située dans le département de la Corse-du-Sud et la collectivité territoriale de Corse.

## Géographie
Le chef-lieu du canton était Sari d'Orcino.

## Histoire
- De 1833 à 1848, les cantons de Salice et de Sari-d'Orcino avaient le même conseiller général. Le nombre de conseillers généraux était limité à 30 par département[1].

- Le canton de Cruzini-Cinarca est formé en 1973 par la réunion des cantons du Cruzini (Salice) et de la Cinarca (Sari-d'Orcino).

- Il est supprimé par le décret du 24 février 2014, à compter des élections départementales de mars 2015[2]. Il est englobé dans le canton de Sevi-Sorru-Cinarca.

## Administration

### Conseillers généraux du Canton de Sari-d'Orcino (de 1833 à 1973)
| Période | Période                   | Identité                                    | Étiquette              | Qualité |
| ------- | ------------------------- | ------------------------------------------- | ---------------------- | --- |
| 1833    | 1842                      | Michel-Ange Olivieri                        |                        | Juge au Tribunal civil d'Ajaccio |
| 1842    | 1846 (décès)              | Michel Pinelli                              |                        | Propriétaire, juge de paix de la ville d'Ajaccio |
| 1847    | 1848                      | Ascagne Cunéo d'Ornano (1784-1875)          |                        | Ancien aide de camp du gouverneur des Indes néerlandaises Ancien maire d'Ajaccio (1832-1837) Ancien conseiller général des cantons de Soccia et de Vico (1833-1836) Ancien conseiller général des cantons de Bastelica et de Bocognano (1839-1847) |
| 1848    | 1852                      | Dominique Jérôme de Pietrasanta (1792-1878) |                        | Procureur du Roi puis de la République à Ajaccio puis de Bastia |
| 1852    | 1868                      | Comte François Colonna d'Istria (1820-1876) |                        | Conseiller à la Cour Impériale de Bastia |
| 1868    | 1874                      | Joseph Pugliesi                             | Droite                 | Ancien Secrétaire général de la Préfecture de Corse |
| 1874    | 1875 (annulation)         | Jules Colonna d'Arro                        | Républicain            | Suppléant du juge de paix, Sari-d'Orcino |
| 1875    | 1880                      | Joseph Pugliesi                             | Droite                 | Ancien Secrétaire général de la Préfecture |
| 1880    | 1883 (démission)          | Jules Colonna d'Arro                        | Républicain            | Suppléant du juge de paix, Sari-d'Orcino |
| 1883    | 1886                      | Paul Vico                                   | républicain            | Entreposeur des poudres à feu |
| 1886    | 1892                      | Dominique Pennaforte                        | Droite                 | Propriétaire à Casaglione |
| 1892    | 1898                      | Jean-André Italiani                         | All.dém puis Gaviniste | Professeur au collège d'Ajaccio |
| 1898    | 1899 (annulation)         | Dominique César Peretti                     | Républicain modéré     | Maire de Sari-d'Orcino |
| 1899    | 1908                      | Jean-Marie Leca                             | Républicain            | Docteur en médecine à La Ferrière-sur-Risle (Eure) puis à Lopigna |
| 1908    | 1924 (décès)              | Jean-André Italiani                         | Rad.                   | Professeur au collège Fesch d'Ajaccio |
| 1924    | 1928                      | Jean-François Stefanini                     | Républicain Démocrate  | Médecin à Sari-d'Orcino |
| 1928    | 1941 (démission d'office) | Eugène Faggianelli                          | PRS                    | Maire de Sant'Andrea-d'Orcino, conseiller d'arrondissement Révoqué par le Gouvernement de Vichy |
|         |                           |                                             |                        | |
| 1945    | 1955                      | Hélène Campinchi                            | Rad.                   | Avocate au barreau de Paris |
| 1955    | 1961                      | Jean-Toussaint Chiappini                    | DVD                    | Maire de Calcatoggio |
| 1961    | 1973                      | Toussaint Graziani                          | Rad.                   | Sous-Préfet, détaché au Ministère de l'Education nationale puis membre du cabinet d'Alexandre Sanguinetti, Ministre des Anciens combattants |

### Conseillers d'arrondissement du canton de Sari d'Orcino (de 1833 à 1940)
| Période                                  | Période | Identité               | Étiquette    | Qualité |
| ---------------------------------------- | ------- | ---------------------- | ------------ | --- |
| 1833                                     | 1836    | M. Bodoy               |              | Ancien membre de l'intendance sanitaire, conseiller municipal d'Ajaccio                                     |
|                                          |         |                        |              | |
| 1852                                     | 1858    | Jean-Baptiste Italiani |              | Propriétaire, Vice-Président du Conseil d'arrondissement                                                    |
| 1858                                     | 1864    | M. Albertini           |              | Commis à la Direction des Postes d'Ajaccio                                                                  |
| 1864                                     | ap.1870 | François Gentile       |              | Propriétaire à Calcatoggio                                                                                  |
|                                          |         |                        |              | |
| avant 1877                               | 1880    | Marc Romanetti         |              | |
| 1880                                     |         | M. Staliani            |              | Propriétaire à Casaglione                                                                                   |
|                                          |         |                        |              | |
| 1913                                     | 1925    | Eugène Faggianelli     | PRS          | Maire de Sant'Andréa-d'Orcino                                                                               |
|                                          |         |                        |              | |
|                                          | 1940    | M. Marchi              | Parti Landry | |
| 1940                                     |         |                        |              | Les conseils d'arrondissement ont été suspendus par la loi du 12 octobre 1940 et n'ont jamais été réactivés |
| Les données manquantes sont à compléter. |         |                        |              | |

### Conseillers généraux du Canton de Salice (de 1833 à 1848)
| Période | Période                   | Identité                                              | Étiquette         | Qualité |
| ------- | ------------------------- | ----------------------------------------------------- | ----------------- | --- |
| 1833    | 1842                      | Michel-Ange Olivieri                                  |                   | Juge au Tribunal civil d'Ajaccio |
| 1842    | 1848                      | Michel Pinelli                                        |                   | Propriétaire, juge de paix de la ville d'Ajaccio |
| 1848    | 1871                      | Ascagne Cunéo d'Ornano (1784-1875)                    |                   | Ancien aide de camp du gouverneur des Indes néerlandaises Ancien maire d'Ajaccio (1832-1837) Ancien conseiller général des cantons de Soccia et de Vico (1833-1836) |
| 1871    | 1877                      | Fabien Cuneo d'Ornano (1834-1907) (fils du précédent) |                   | Propriétaire à Ajaccio |
| 1877    | 1878 (annulation)         | François Nicoli                                       | Bonapartiste      | Avocat à Ajaccio |
| 1878    | 1884 (annulation)         | Fabien Cuneo d'Ornano                                 |                   | Propriétaire à Ajaccio |
| 1884    | 1889                      | François Nicoli                                       | Bonapartiste      | Avocat à Ajaccio |
| 1889    | 1890 (annulation)         | Louis Paoli                                           |                   | Médecin général des hôpitaux en retraite Ajaccio |
| 1890    | 1896                      | Jean-Noël Paoli (1838-1915)                           | Bonapartiste      | Vicaire de Notre-Dame-de-Passy à Paris Propriétaire à Salice |
| 1896    | 1913 (décès)              | Emile Pinelli (1843-1913)                             | Républicain       | Sous-ingénieur des Ponts et Chaussées à Ajaccio, propriétaire à Rosazia                                                                                             |
| 1913    | 1931                      | Nonce Paoli (1883-1935)                               | Rad.ind.          | Avocat à la Cour d'Appel de Paris, ancien chef de cabinet de Vincent de Moro-Giafferi, sous-secrétaire d'État (1904)                                                |
| 1931    | 1937                      | Xavier Pinelli                                        | RG                | Maire de Rosazia |
| 1937    | 1941 (démission d'office) | Auguste-Cincinnatus Taviani (1899-1988)               | Rad.              | Médecin, maire de Pastricciola Révoqué par le Gouvernement de Vichy                                                                                                 |
|         |                           |                                                       |                   | |
| 1945    | 1973                      | Auguste-Cincinnatus Taviani                           | Rad.-RPF puis MRG | Médecin, maire de Pastricciola |

### Conseillers d'arrondissement du canton de Salice (de 1833 à 1940)
| Période                                  | Période | Identité                             | Étiquette | Qualité |
| ---------------------------------------- | ------- | ------------------------------------ | --------- | --- |
| 1833                                     | 1839    | Pierre Rocca Cristinacce (1790-1856) |           | Propriétaire à Vico, juge de paix du canton d'Évisa                                                         |
|                                          |         |                                      |           | |
| 1845                                     | 1852    | Jean-Jourdain Casanelli d'Istria     |           | |
| 1852                                     | 1855    | Jean-Baptiste Nicoli                 |           | Chef des bureaux de la voirie vicinale                                                                      |
| 1855                                     | 1861    | Jean-Antoine Marcangeli              |           | |
| 1861                                     |         | Jean-Baptiste Nicoli                 |           | Chef des bureaux de la voirie vicinale                                                                      |
|                                          |         |                                      |           | |
| avant 1877                               |         | Domenico Vellutini (1823-1904)       |           | Médecin à Salice, propriétaire à Rosazia                                                                    |
|                                          |         |                                      |           | |
| 1919                                     | 1922    | Dominique Antoine Battesti           |           | Propriétaire à Azzana                                                                                       |
| 1922                                     | 1940    | Désiré Patacchini                    |           | Propriétaire à Pastricciola                                                                                 |
| 1940                                     |         |                                      |           | Les conseils d'arrondissement ont été suspendus par la loi du 12 octobre 1940 et n'ont jamais été réactivés |
| Les données manquantes sont à compléter. |         |                                      |           | |

### Conseillers généraux du Canton de Cruzini-Cinarca (de 1973 à 2015)
| Période | Période | Identité           | Étiquette                   | Qualité                      |
| ------- | ------- | ------------------ | --------------------------- | ---------------------------- |
| 1973    | 1982    | Toussaint Graziani | Rad. puis UDF-Rad. puis MRG | Ancien Sous-Préfet           |
| 1982    | 2001    | Gilbert Chiappini  | RPR                         |                              |
| 2001    | 2015    | Michel Pinelli     | UMP                         | Cadre Maire de Sari-d'Orcino |

## Composition
Le canton de Cruzini-Cinarca comprenait 13 communes. 
| Nom                       | Code Insee | Intercommunalité    | Population (dernière pop. légale) |
| ------------------------- | ---------- | ------------------- | --------------------------------- |
| Sari-d'Orcino (chef-lieu) | 2A270      | CC Spelunca-Liamone | 330 (2014)                        |
| Ambiegna                  | 2A014      | CC Spelunca-Liamone | 68 (2014)                         |
| Arro                      | 2A022      | CC Spelunca-Liamone | 91 (2014)                         |
| Azzana                    | 2A027      | CC Spelunca-Liamone | 39 (2014)                         |
| Calcatoggio               | 2A048      | CC Spelunca-Liamone | 531 (2014)                        |
| Cannelle                  | 2A060      | CC Spelunca-Liamone | 49 (2014)                         |
| Casaglione                | 2A070      | CC Spelunca-Liamone | 371 (2014)                        |
| Lopigna                   | 2A144      | CC Spelunca-Liamone | 100 (2014)                        |
| Pastricciola              | 2A204      | CC Spelunca-Liamone | 97 (2014)                         |
| Rezza                     | 2A259      | CC Spelunca-Liamone | 52 (2014)                         |
| Rosazia                   | 2A262      | CC Spelunca-Liamone | 53 (2014)                         |
| Salice                    | 2A266      | CC Spelunca-Liamone | 88 (2014)                         |
| Sant'Andréa-d'Orcino      | 2A295      | CC Spelunca-Liamone | 86 (2014)                         |

## Démographie
| 1975  | 1982  | 1990  | 1999  | 2006  | 2011  | 2012  |
| ----- | ----- | ----- | ----- | ----- | ----- | ----- |
| 1 961 | 1 561 | 1 512 | 1 556 | 1 813 | 1 899 | 1 918 |